# Bev Sanders
Bev Sanders é uma snowboarder, surfista e empresária.
Em 1982, Sanders co-fundou a Avalanche Snowboards com o seu marido, Chris Sanders, em Lake Tahoe, CA.
De 1982 a 1988, Sanders fez campanha pela aceitação de snowboards nas estações de esqui dos Estados Unidos.
Em 1995, a Transworld Snowboarding reconheceu as contribuições de Sanders para as mulheres no desporto, homenageando-a como uma mulher pioneira do snowboard.
Em 1997, Sanders foi ensinada a surfar pela surfista profissional Nancy Emerson e iniciou o Las Olas Surf Safaris, as primeiras férias de surf com tudo incluído para mulheres.
Em 1998, Sanders comprou um General Motors EV-1. Uma defensora do transporte sustentável, Sanders escreveu um artigo intitulado "Não desconecte o carro elétrico" para o San Francisco Chronicle em 2003.
Em 2005, Sanders iniciou o Artista Creative Safaris, um programa de férias de pintura em encáustica e acrílico para mulheres. Lançou também Jennifer's Journey, um website de viagens para mulheres, em homenagem à sua irmã, Jennifer Maher, que morreu de cancro em 2007.